# Kościół Wszystkich Świętych w Nowym Brzesku
Kościół Wszystkich Świętych – rzymskokatolicki kościół parafialny znajdujący się w mieście Nowe Brzesko, w powiecie proszowickim, województwie małopolskim.
Budynek oraz dzwonnica zostały wpisane do rejestru zabytków nieruchomych województwa małopolskiego .

## Historia
Pierwsza drewniana świątynia została wzniesiona w 1279 i istniała do 1410 roku. Kolejny murowany kościół rozebrano w 1 połowie XVII wieku. Budowa obecnej świątyni została rozpoczęta w 1632 roku . Prezbiterium, wybudowano w 1640 roku, w latach 1845–1850 przedłużono korpus, podwyższono mury, dobudowano nawy boczne. W latach 1901–1902 dodano do budowli kruchtę i przybudówkę z dwiema kondygnacjami. Konsekracji dokonał Mikołaj Oborski. Kościół był wielokrotnie uszkadzany przez pożary i przebudowywany . 

## Architektura i wyposażenie
Budynek murowany, trójnawowy sklepiony. Prezbiterium zamknięte trójbocznie, przebudowane w XIX wieku. Fasada świątyni reprezentuje styl neoromański. W barokowym ołtarzu głównym z 1664 roku znajduje się krucyfiks pomiędzy dwoma złoconymi kolumnami korynckimi oraz późnogotyckie rzeźby MB Bolesnej i św. Jana Ewangelisty. Ołtarz wykonał Franciszek Szczerkalski - zakonnik z klasztoru Norbertanów w Hebdowie. Ambona późnobarokowa, zdobiona złoconymi ornamentami roślinnymi  .

Chór muzyczny z 1859 roku z bogato malowanym parapetem. Organy pochodzą z połowy XIX wieku, zdobione płaskorzeźbami festonów kwiatowo - owocowych .

## Dzwonnica
Obok kościoła stoi drewniana dzwonnica z przełomu XVIII wieku, kwadratowa, o ścianach  pochyłych z nadwieszoną izbicą. W dzwonnicy mieszczą się trzy dzwony .